# Tommy Svensson (fotograf)
Tommy Lars-Göran Svensson, född 21 oktober 1952, är en svensk fotograf och visentexpert inom Bison Specialist Group - Europe.
Tommy Svensson arbetar som koordinatör för Skandinavien för European Bison Conservation Center, vilket framför allt innebär att han arbetar nära med de två avelsstationerna i Skandinavien: Avesta visentpark i Dalarna och Eriksbergs Vilt- och Naturpark i Blekinge samt övriga viltreservat och djurparker i Sverige och Danmark som också är engagerade i arbetet med att åstadkomma en livskraftig visentstam och återinföra visenter i det fria.